# Georg Schmitz (Politiker, 1819)
Carl Georg Schmitz (* 19. Juni 1819 in Mainz; † 8. September 1879 ebenda) war ein hessischer Jurist und Politiker und Abgeordneter der 2. Kammer der Landstände des Großherzogtums Hessen.
Georg Schmitz war der Sohn des Kaufmanns Christian Carl Schmitz und dessen zweiter Ehefrau Marie Ottilie, geborene Jung. Schmitz, der katholischen Glaubens war, heiratete Anna Maria Elisabeth geborene Schwarz.
Schmitz studierte 1837 bis 1840 Rechtswissenschaften an der Universität Gießen. 1842 wurde er zum Dr. jur. promoviert. 1860 bis 1865 war er Oberinspektor bei der Feuerversicherungsgesellschaft Moguntina.
Von 1849 bis 1856 gehörte er der Zweiten Kammer der Landstände an. Er wurde für den Wahlbezirk Mainz gewählt.